# Палишня
Палишня — река в городском округе Солнечногорск Московской области России, правый приток Истры.
Длина реки составляет 11 км, площадь водосборного бассейна — 28 км². Берёт начало в 4 км южнее платформы Покровка главного хода Октябрьской железной дороги (Ленинградское направление), устье — к югу от Солнечногорска. Ныне впадает в Екатерининский канал, соединяющий верхнее течение Истры с озером Сенежским.
По данным Государственного водного реестра России, относится к Окскому бассейновому округу. Речной бассейн — Ока, речной подбассейн — бассейны притоков Оки до впадения Мокши, водохозяйственный участок — Истра от истока до Истринского гидроузла.